# Beusi
Beusi is een bestuurslaag in het regentschap Majalengka van de provincie West-Java, Indonesië. Beusi telt 4496 inwoners (volkstelling 2010).